# Yanzaoquan
Yanzaoquan (盐灶拳, Pugilato di Yanzao) è uno stile di arti marziali cinesi classificabile come Nanquan e diffuso in Yanzao (盐灶), nell'area di Denghai (澄海) in Guangdong. Non se ne conoscono le origini. Molto simile nell'aspetto allo Xingyiquan. Ha come Taolu: Mianhuquan (棉湖拳, Pugilato del lago di cotone),Taoshanquan (桃山拳,Pugilato della montagna della pesca), ecc.